# のはら歩
のはら 歩（のはら あゆむ、1983年6月11日 - ）は日本の元ヌードモデル、女優。新潟県出身。
写真家篠山紀信の手掛けるヌード写真企画『アカルイハダカ』でヌードを披露。その後映画『ピーカン夫婦』に主演するなどしたが現在は引退した模様。趣味は読書と音楽鑑賞、特技は歌うこと。

## 書籍

### イメージDVD
- 裏・裸3 のはら歩（2004年12月、GPミュージアムソフト）

### 写真集
- アカルイハダカCouples（2005年5月、オムニバス、篠山紀信撮影、小学館） ISBN 409103215X

## 主な出演作品

### 映画
- ピーカン夫婦（2005年フルモーション、元木隆史監督）- 主演
- あさってDANCE（2005年、本田隆一監督）- 深川深雪役

### オリジナルビデオ
- サバイブ（2005年、オムニバス、AMGエンタテインメント）-「Hunger」主演・アユム役

### CM
- ライブドア エレベーター編（2004年）- OL役